# Karl Jachmann
Karl Jachmann (* 10. September 1869 in Winitze, Landkreis Meseritz; † nach 1924) war ein deutscher Politiker (DVP).

## Leben
Jachmann wurde in Winitze bei Neu Bentschen geboren. Er besuchte die Volksschule, war Militäranwärter und arbeitete später als Oberbahnassistent im oberschlesischen Tarnowitz. Daneben war er Elternbeirat am dortigen Realgymnasium.
Im Februar 1921 wurde er als Landeswahlvorschlag der Deutschen Volkspartei (DVP) in den Preußischen Landtag gewählt, dem er bis 1924 angehörte.